# Почесний хрест німецької матері
Почесний хрест німецької матері (нім. Ehrenkreuz der deutschen Mutter) — жіноча нагорода Третього Рейху, встановлена Адольфом Гітлером 16 грудня 1938 року. Основною ціллю встановлення нагороди було підвищення народжуваності в Німеччині. Нагорода встановлювалася в трьох ступенях та вручалась німецьким жінкам, що народили більше 4-х дітей.
На реверсі був надпис: «Дитина облагорожує матір» («Das Kind adelt die Mutter»), або дата заснування нагороди (16. Dezember 1938) з розписами. Оригінал нагороди повинен був ретельно зберігатись і одягатись лише з офіційної нагоди.

## Ступені
- Бронзовий хрест — вручався за народження 4—5 дітей
- Срібний хрест — вручався за народження 6—7 дітей
- Золотий хрест — вручався за народження 8 і більше дітей

## Галерея

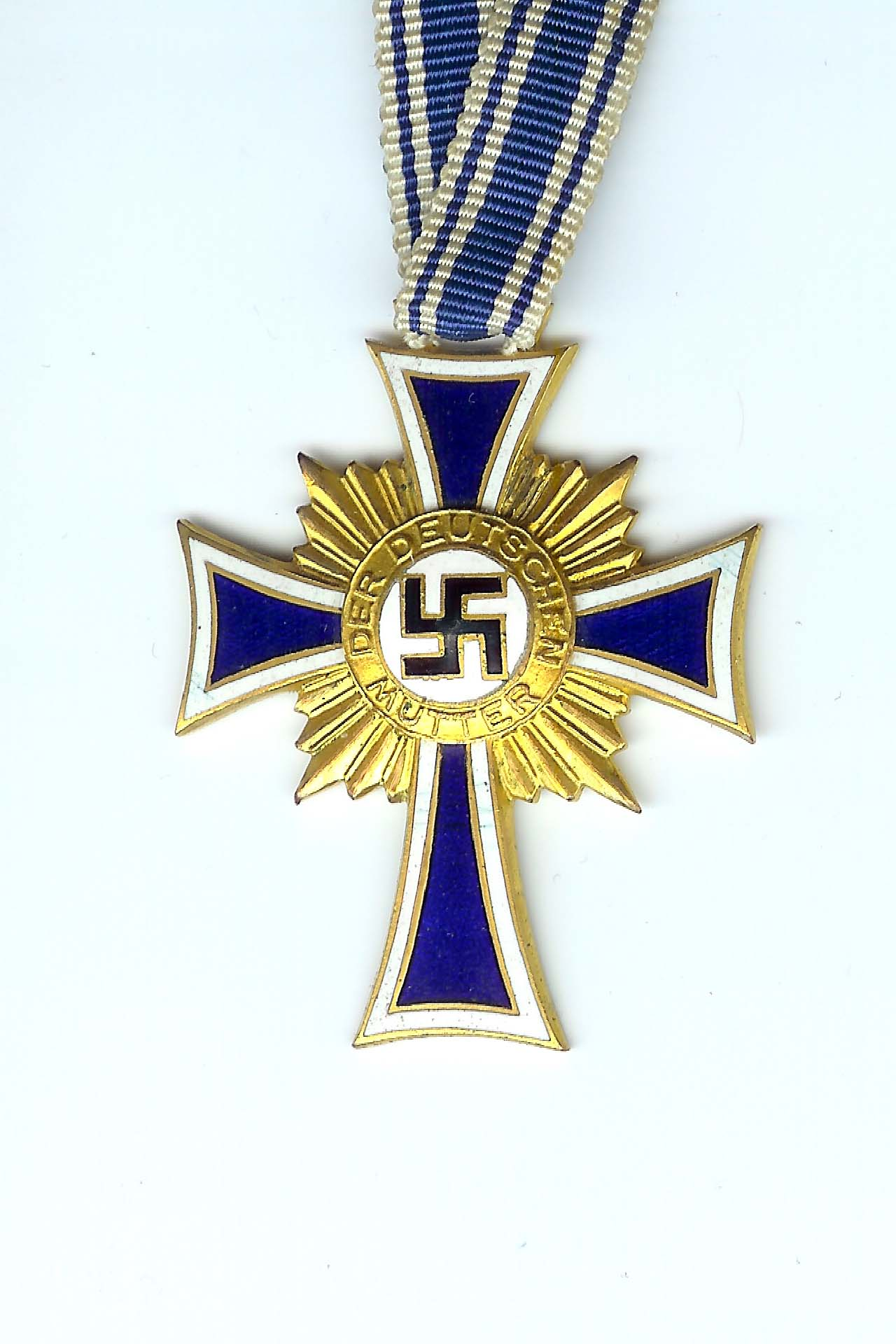
Золотий хрест
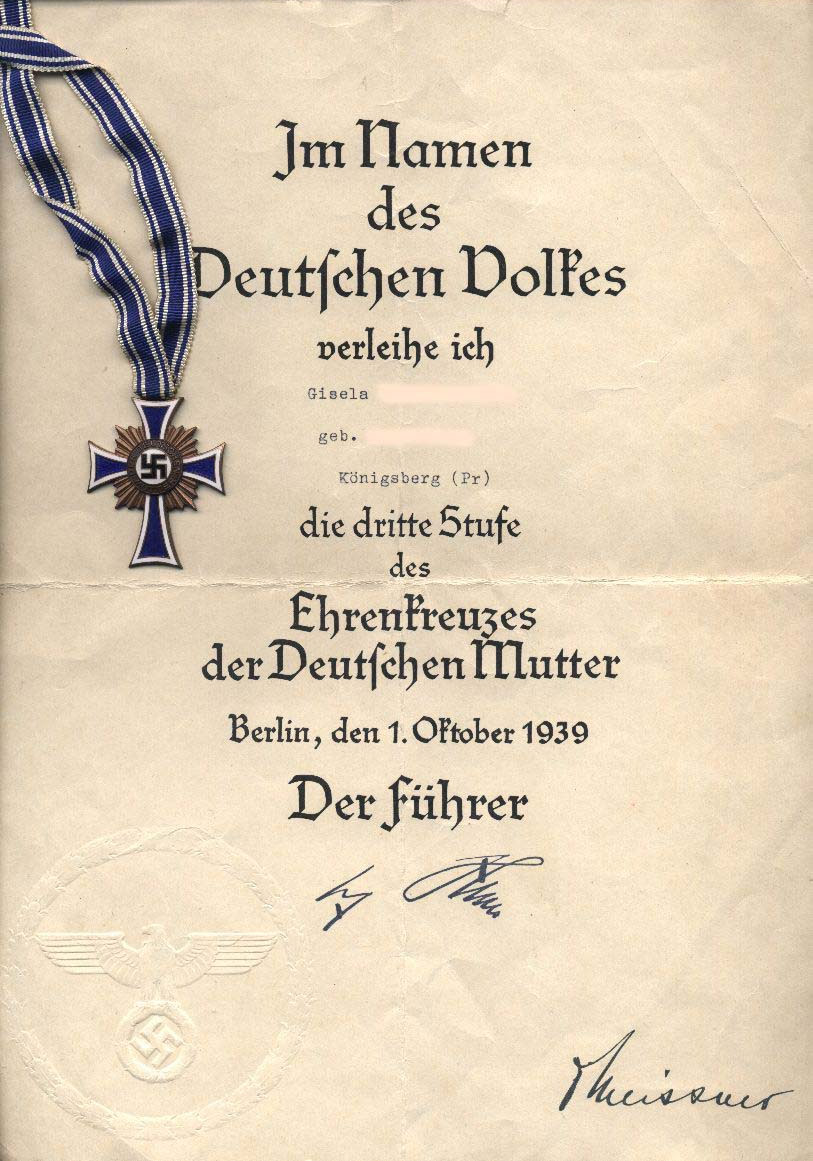
Сертифікат до нагороди